# 李永健

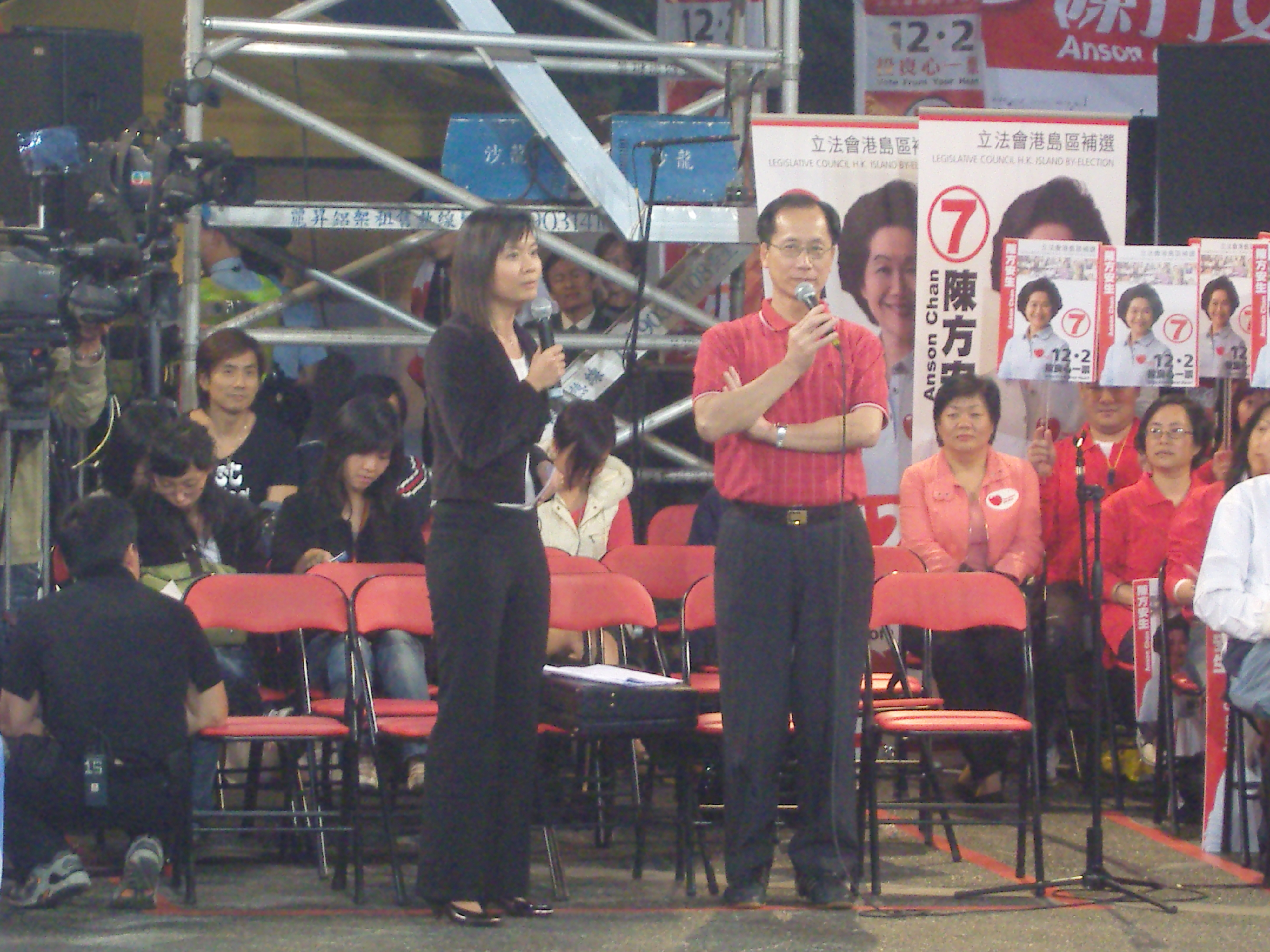
李永健（紅衣者）在2007年立法會補選論壇接受傳媒質詢

李永健（1953年—），香港大律師，以冷門姿態參選香港行政長官及香港立法會的選舉而知名。

## 簡歷
李永健出生於廣東台山，2歲遷居廣州，4歲經澳門偷渡來香港。他曾就讀金文泰中學，並在香港中文大學新亞書院社會學系畢業，主修經濟。畢業後，他曾任督察、教師、醫院行政人員、法庭檢控主任及檢察官。他於1986年取得註冊大律師認許。今日已不在執業名內。

### 參選行政長官選舉
2007年1月25日，李永健宣佈參加2007年香港特別行政區行政長官選舉，成為第四位表示有意參選該選舉的參選人。他表示，參選只求獲得選舉委員會800人之中的10票提名。而他參選目的有三：
- 促使大眾反省選舉制度的問題
- 促進社會達成共識
- 推廣選舉制度

最後，他並沒有取得任何提名，未能成為候選人。

### 參選立法會補選
2007年10月16日，李永健報名參選2007年香港立法會港島選區補選。李永健政綱提出，要縮窄貧富懸殊、改善勞工就業、減少教師工作量，推行醫療融資，並在條件成熟下落實普選。他表示，明白無論競選班底以及名氣，都不及兩位參選的前高官陳方安生及葉劉淑儀，今次參選是以卵擊石，若意外當選，是僥倖收穫。 李永健的當選承諾，只是出席會議、見市民、每周35小時工作。 即是每周5天工作，每天最高工時7小時。
李永健參選期間盡力突出自己，自稱「招積健」（「招積」為粵語，意思大約是「神氣」），又在投票日在電視台訪問之時，大唱《奇異恩典》。最後，他僅得票401，在8名候選人中排第七。他表示正積極聯絡其餘6位落選人士，組成一個社會觀察組織，適時向政府提供意見。